# Julián Ruiz
Julián Ruiz (26 de junio de 1950, Murcia) es un locutor, productor musical e ingeniero de sonido español, considerado uno de los productores musicales más importantes de la historia del pop español. Por sus manos han pasado grupos como Aviador Dro, Orquesta Mondragón, Alaska y los Pegamoides, Tino Casal o Cómplices. 

## Historia
Julián Ruiz nació el 26 de junio de 1950 en Murcia y emigró a Madrid con tan sólo 12 años a instancias de su padre, el periodista deportivo Ruango, radiofonista en RNE y subdirector del diario Pueblo de Madrid. A los 18 años escribe de música en la revista Discóbolo. A los 26 años inicia su meteórica carrera como productor de discos.
Julián Ruiz ha realizado hasta el momento 143 álbumes de música de todos los estilos. Sobre todo discos de música pop. Sus inicios como productor fueron más que fulgurantes con Alaska y los Pegamoides, Orquesta Mondragón, Tino Casal y Azul y Negro. Hasta conseguir, como artista, con Ars Mundi, El Bosco, CCCP, Esperanto y Mistery of Sound sus mayores logros comerciales y económicos.
Como productor discográfico ha logrado 14 números uno en ventas. Como artista, cuatro números uno en listas. En la actualidad, trabaja para Plásticos y Decibelios como editorial, sello discográfico y página web en Internet.
En sus inicios como productor trabajó con un gran número de los grupos más importantes de la época, entre los que se incluyen Alaska y los Pegamoides, Orquesta Mondragón, Tino Casal además de ser fundador de Azul y Negro. También trabajó con grandes ingenieros de sonido de España, como Tino Azores, Luis Fernández Soria y Jesús N. Gómez. 
A partir de 1986 compaginó sus tareas de productor con otros trabajos en los que no sólo producía, sino que se encargaba también de la composición de los temas. El primer trabajo como autor fue Ars Mundi (1986), al que siguieron después El Bosco (1994-1997), CCCP (1996), Esperanto (1998) y Mistery Of Sound (2007).

## Perfil profesional
Julián Ruiz estudió Periodismo, Ciencias Políticas y un curso en el Instituto Nacional de Educación Física. Durante los años 1980 y 1981 estudió los cursos de ingeniero musical y productor en Los Angeles Recording School de Hollywood. Durante toda su vida ha simultaneado la radio, la producción y el periodismo.

## Productor discográfico
Julián Ruiz se inició como productor discográfico con el primer disco en solitario de Salvador Domínguez, que había estado en Los Canarios y Los Pekenikes. Luego, encadena una serie de éxitos con todo lo que produce: Alaska y los Pegamoides, los dos primeros álbumes de la Orquesta Mondragón, Tino Casal, Aviador Dro, etc.
Gracias a Servando Carballar y su recién inaugurado sello DRO, inició su carrera con álbumes propios con el proyecto Ars Mundi en 1986. El segundo fue Norte Lambert con el sello Epic en 1988. En los noventa, con la ayuda del músico de estudio Javier Losada y el saxofonista, pianista, director de orquesta, productor y arreglista Luis Cobos hizo los discos propios del Bosco, CCCP, Esperanto, UFOX, Atlántida y Mystery Of Sound. En 2003 publicó "ellas & magia", un ambicioso proyecto audiovisual grabado íntegramente en alta definición con la dirección de Luis Cobos y en el que grandes cantantes femeninas del momento prestaron su voz e imagen para versionar clásicos Disney, entre ellas Marta Sánchez, Pastora Soler, Lydia, Tamara o Merche. En 2011 penetró en el mercado japonés con los discos de Electric Vynil.
Como productor también fue el encargado en hacer el primer álbum de "Grease" en español, y "Starmania" con Miguel Ríos y Marta Sánchez entre otros, proyecto todavía sin aparecer en el mercado.
Su labor como productor no ha estado exenta de polémica y de fracasos sonados. Uno de los casos más conocidos es el del grupo madrileño Objetivo Birmania que pasó, de ser uno de los grupos más prometedores de la llamada movida madrileña, a la irrelevancia. Algunos miembros del grupo original culpan a Ruiz de haber suplantado el sonido fresco y funky del grupo en sus orígenes por un sonido sintético que para nada encajaba en su perfil ni en los gustos de su público. Como consecuencia, el grupo perdió su arranque inicial y finalmente se escindió. Julián Ruiz, sin embargo, no comparte esta visión y afirma que los dos discos que produjo para Objetivo Birmania ni fueron polémicos ni fracasos, sobre todo el primero, que llegó a ser disco de oro.

## Prensa escrita
Julián Ruiz empezó a escribir a los 18 años en la revista de música Discóbolo. A los 20 años también entró en el diario deportivo Marca y empezó a escribir crónicas de fútbol. Unos meses después entró a formar parte de la revista de la Cadena SER, El Gran Musical, que dirigía su mentor Rafael Revert. Un año después escribía también en la revista Popular 1. A continuación estuvo en las redacciones de Guadiana, Época e Interviú. También colaboró con Rolling Stone cuando se creó la edición española de la revista. En 1993 volvió a escribir crónicas de fútbol, como El Cortador del Césped en el diario Marca. 
En la actualidad, El Cortador del Césped aparece en El Mundo, en su edición digital. También escribe sobre música en la edición en papel de El Mundo.

## Radio
Julián Ruiz empezó a colaborar con su padre en Radio Murcia en 1960. En 1967, con Mariscal Romero, formó el programa radiofónico La Tabla Redonda del Disco, con asistencia de Pepe Domingo Castaño. En 1971 comenzó en Los 40 Principales, con el programa La Nueva Dimensión y, como Plásticos y Decibelios, a partir de 1977. Plásticos y Decibelios estuvo en las ondas de Los 40 Principales hasta 1999, año en que fue trasladado a M80 Radio en formato diario vespertino. En 2011 dejó la plantilla de M80 y desde entonces Plásticos y Decibelios continúa en su web en formato podcast. 
También ha colaborado como comentarista futbolístico en la Cadena SER, Radio Marca y Onda Cero.

## Televisión
Julián Ruiz comenzó en Canal+, con un primer programa dedicado a los Premios Brit de 1990. Durante los años siguientes colaboró, también en Canal+, en los programas El Gran Musical y El Disco de la Semana. En 1997 se creó Vídeos y Decibelios estrenado por primera vez en el programa Más Música de Canal Satélite Digital y a partir de 1998 hasta 2000 en 40TV. El mismo formato se recuperó en la misma cadena en 2010 en un periodo breve de tiempo.

## Discografía seleccionada

### Como productor
- Salvador: "Banana"  (1978)
- Orquesta Mondragón: "Muñeca Hinchable" (1979)
- Orquesta Mondragón: "Bon Voyage" (1980)
- Alaska y los Pegamoides: "Horror en el hipermercado" (1980)
- Azul y Negro: "La edad de los Colores" (1981)
- Tino Casal: "Neocasal" (1981)
- Azul y Negro: "The Night" (1982)
- Rubí:" Quiero bailar contigo" (1982)
- Aviador Dro: "Selector de Frecuencias" (1982)
- Tino Casal: "Etiqueta Negra" (1982)
- Danza Invisible: "Contacto Interior" (1983)
- Kevin Ayers: "Diamond Jack and the Queen Pain" (1983)
- Casal: "Hielo Rojo" (1984)
- Azul y Negro: "Suspense" (1984)
- Semen Up: "La Agonía del narciso" (1986)
- Azul y Negro: "Babel" (1986)
- Cómplices: "Manzanas" (1987)
- Tino Casal: "Lágrimas de Cocodrilo" (1987)
- Cómplices: "Ángeles Desangelados" (1989)
- Tino Casal: "Histeria" (1989)
- Niños del Brasil : "Las Curvas del Placer" (1989)
- El Norte: "El mundo está loco" (1990)
- Regreso a las Minas: "Regreso a las Minas" (1990)
- Niños del Brasil: "Mensajes al Viento" (1991)
- Chafino: "El Breve infinito" (1993)
- Grease en Español (1997)

### Como artista
- Ars Mundi (1986)
- Norte Lambert (1988)
- El Bosco: "Angelis" (1995)
- CCCP: "Cosmos" (1996)
- Esperanto: "Esperanto" (1997)
- UFOX XXI: "The Planets" (1997)
- El Bosco: "Virginal" (1998)
- Atlántida: "Atlántida" (2000)
- The Globe Icon (2003)
- Mistery of Sound: "Shangri-La" (2006)
- Electric Vynil I (2011)

### Otros proyectos
- Nino Bravo: "La Voz de Nino Bravo" (1980)
- Cinemaspop: "Cinemaspop" (1983)
- Sal Gorda: Banda sonora (1983)
- Cinemaspop: "La Naranja Mecánica" (1984)